# Заднепровский район
Заднепро́вский райо́н — внутригородской район города Смоленска. Образован в 1965 году. Расположен преимущественно в северной части города, с юга ограничен Днепром.

## География
Район располагается в северной части города на правом берегу Днепра. Особенностью района является его большая протяженность по сравнению с другими районами города: длина с востока на запад составляет 28 километров, а площадь — 101,41 км².

## История

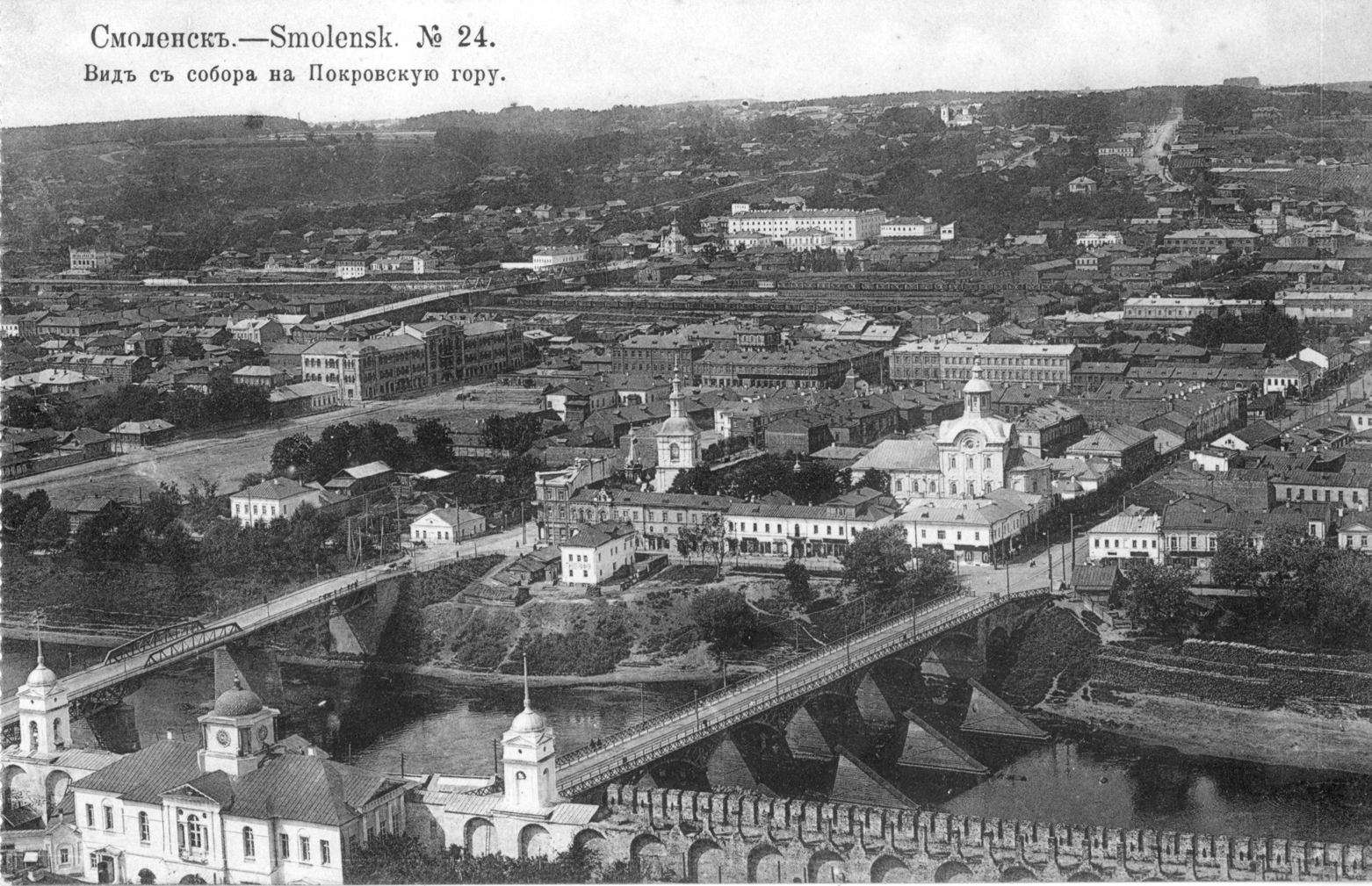
Вид на Заднепровский район с Соборной горы. Фотография начала XX века

Понятие «Заднепровье» возникло в древние времена становления города Смоленска. У деревни Мох-Богдановка был найден клад восточных монет, датированный концом первой четверти IX века.
Под Заднепровьем понимается правобережная часть города, расположенная между речками Вязовенькой на востоке и Шклянной на западе.
Образование Заднепровского административного района происходило дважды.
Первый раз — 21 июля 1936 года, когда город Смоленск был разделен на три района: Заднепровский, Сталинский и Красноармейский. Однако 12 декабря 1957 года районное деление было упразднено, районы (в том числе и Заднепровский) как административно-территориальные единицы расформированы.
Второй раз — образован указом президиума Верховного Совета РСФСР № 673 от 5 июля 1965 года.

## Транспорт
На территории района расположен крупный железнодорожный узел (см. Смоленск-Центральный, Смоленск-Сортировочный), автовокзал и военный аэродром Северный. Городской транспорт представлен автобусами, маршрутными такси и трамваями.

### Улично-дорожная сеть
Протяжённость дорог составляет 256,7 км, из них с асфальтовым покрытием — 105,7 км, грунтовых — 151 км.
Основные магистрали: Витебское шоссе, ул. Лавочкина, ул. Фрунзе, ул. Кутузова, ул. Маршала Ерёменко, ул. 12 лет Октября, ул. Свердлова, Московское шоссе, ул. Кашена, ул. Автозаводская.

### Мосты
Промышленный и Ленинский районы города с Заднепровьем связывают три автомобильных моста через Днепр: Петропавловский (улица Дзержинского), Успенский (от улицы Большая Советская), Крестовоздвиженский (в районе улицы Соболева). Над железнодорожными путями возведены пять путепроводов. Значимую роль играет Пятницкий путепровод, который соединяет с севера Витебское шоссе и с юга улицу Кашена через виадук с железнодорожным вокзалом.

## Инфраструктура

### Общеобразовательные учреждения
В районе создана развитая система образования, основу которой составляют общеобразовательные учреждения. В районе действуют:

#### Дошкольные и школьные общеобразовательные учреждения
- 24 дошкольных учреждения, в том числе 18 муниципальных и 6 ведомственных;
- 15 муниципальных общеобразовательных учреждений;
- вечерняя (сменная) общеобразовательная школа № 1;
- Красноборская санаторно-лесная школа;
- Смоленский фельдмаршала Кутузова кадетский корпус;
- МОУ Межшкольный учебный комбинат Заднепровского района.

#### Образовательные учреждения дополнительного образования
- 14 детских клубов по месту жительства Муниципального подросткового центра «Смоленские дворы» управления образования и молодёжной политики Администрации города;
- ГОУ профессиональное училище № 13.

#### Высшие учебные заведения
- Академия права и управления (институт). Смоленский филиал;
- Военная академия войсковой противовоздушной обороны Вооружённых Сил Российской Федерации им. маршала советского союза А. М. Василевского;
- Российский государственный открытый технический университет путей сообщения. Смоленский филиал;
- Саратовская государственная академия права. Смоленский филиал;
- Московский Государственный университет сервиса. Смоленский филиал;
- Филиал государственного образования учреждения высшего профессионального образования Московский государственный университет технологий и управления;
- Московская академия экономики и права. Смоленский филиал.

### Здравоохранение
Учреждения здравоохранения
- ОГБУЗ «Клиническая больница № 1»;
- ОГБУЗ «Стационар № 2 городской детской клинической больницы г. Смоленска»;
- ОГБУЗ «Детская клиническая больница», поликлиника № 5;
- ОГБУЗ «Детская клиническая больница», поликлиника № 6;
- ОГБУЗ «Стоматологическая поликлиника № 1»;
- ОГБУЗ «Поликлиника № 7»;
- ОГБУЗ «Поликлиника № 8»;
- СМУП «Стоматологическая поликлиника № 4»;
- ММУ «Смоленская ЦРБ»;
- НУЗ «Отделенческая больница на станции Смоленск ОАО „РЖД“», поликлиническое отделение № 1;
- НУЗ «Отделенческая больница на станции Смоленск ОАО „РЖД“», поликлиническое отделение № 2;
- МЛПУ «ССМП подстанция № 2 „Королёвка“»;
- МЛПУ «ССМП подстанция № 4 „Гнёздово“»;
- МЛПУ «ССМП подстанция „Белорусская Сортировочная“»;
- ФГУ 421 ВГ МВО Минобороны России;
- МЛПУ «Клиническая больница № 1», женская консультация;
- хоспис.

На территории района расположены специализированный Дом ребёнка, санаторий «Красный Бор», тубдиспансер.

### Учреждения культуры
- ДКЖ в г. Смоленске дирекции социальной сферы МЖД — филиала ОАО «РЖД» ;
- 3 муниципальных учреждений культуры — МУК клубного типа Дом культуры микрорайона Гнёздово, МУК клубного типа «Дом культуры микрорайона Сортировка»,
- МУК «Культурный центр „Заднепровье“»;
- библиотеки — 9, в том числе 4 — детские;
- 3 музыкальных школы.

### Объекты торговли, общественного питания и бытового обслуживания
- магазины, торговые центры, торговые дома — 259;
- киоски, павильоны — 247;
- предприятия оптовой торговли — 97;
- предприятия общественного питания — 127;
- предприятия бытового обслуживания — 254;
- 5 рынков — вещевой рынок ООО «Заднепровье», СМУП «Заднепровский продовольственный рынок», рынок «Тройка» ООО «Универсал — сервис», рынок «Смоленский» ООО «Бит», рынок продовольственных и непродовольственных товаров «Смоленский привоз»;
- аптеки, аптечные пункты — 60;
- автостоянки, автопарковки — 32;
- автозаправочные станции — 18.

### Рекреация

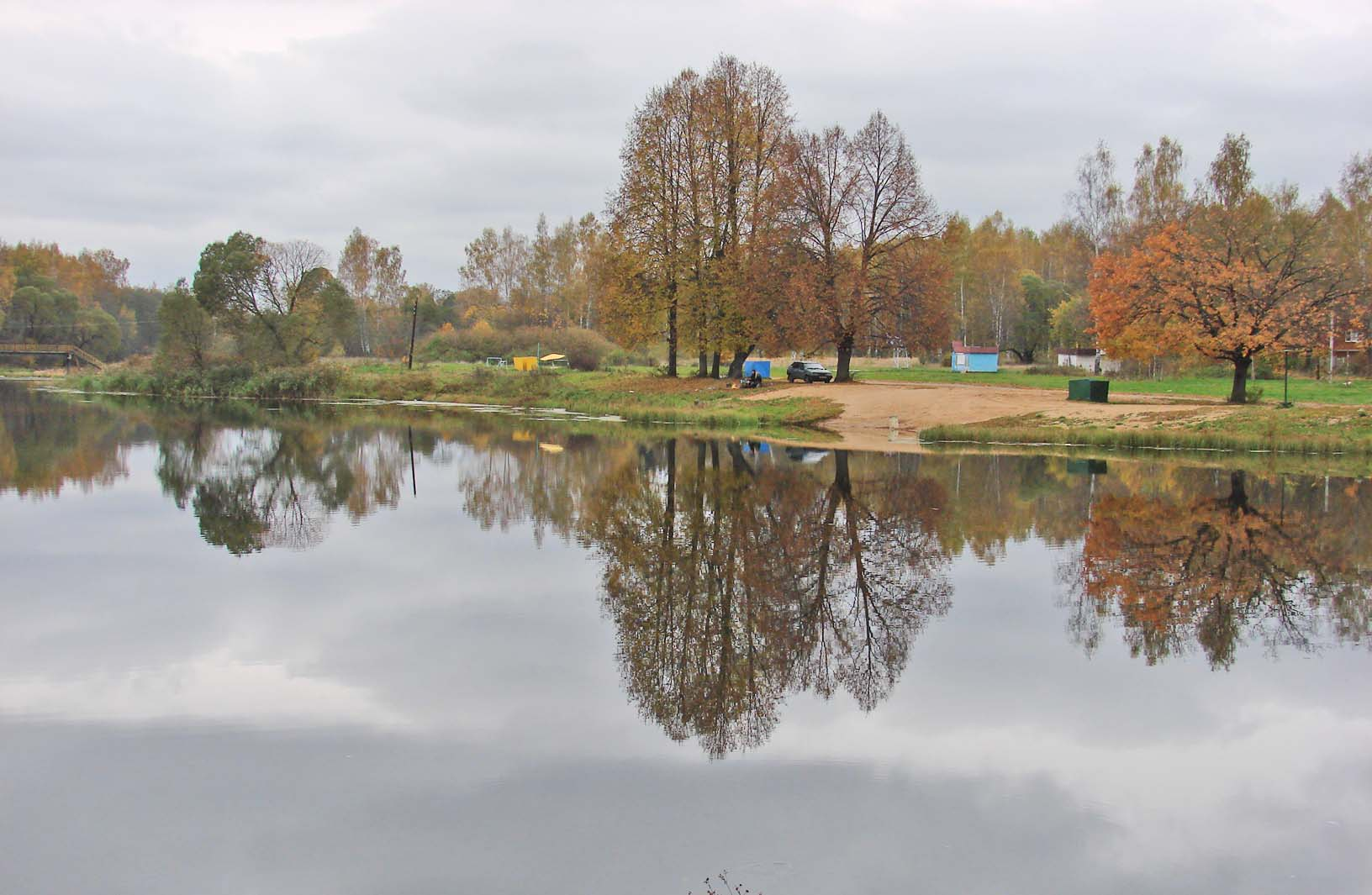
Озеро Дубровенка в лесопарке Красный Бор

На территории района расположены крупные лесные массивы, лесопосадки, питомники. Зона отдыха Красный Бор является крупнейшей в городе. В летнее время местами массового отдыха являются озера Ключевое и Дубровенка.
Также в этом районе расположен лесопарк «Вязовенька», вдоль одноимённой реки Вязовенька, левого притока Днепра. Создан как комплексный памятник природы и место отдыха горожан в 1981 году. В парке на левом берегу реки Вязовеньки находится городище. Городище является древним укреплённым поселением, которое было основано днепро-двинскими племенами раннего железного века во второй половине I тысячелетия до н. э., однако оно просуществовало недолго. В третьей четверти I тысячелетия н. э. городище начали использовать тушемлинские племена в качестве убежища, где были сделаны находки фрагментов грубой лепной глиняной посуды, железных ножей, обломка топора, части серебряной шейной гривны VI в. и глиняного пряслица. Городище имеет особую планировку. Устроено в виде треугольника на высоком мысу коренного берега, состоит из трёх площадок, расположенных уступами. Нижняя южная площадка размером 20 на 20 метров. Средняя площадка размером 60 на 30 метров. Верхняя северная площадка, размером 55 на 25 метров, по северному краю защищена валом, была местом обитания людей как во второй половине I тысячелетия до н. э., так и в третьей четверти I тысячелетия н. э..

#### Спортивные сооружения
- стадионы с трибунами — 1;
- плоскостные спортивные сооружения — 69;
- спортивные залы — 27;
- плавательные бассейны — 1;
- лыжные базы — 2.

### Коммунальная сфера
- муниципальные ЦТП — 48;
- муниципальные котельные — 26;
- ведомственные котельные, обслуживающие жилищный фонд и социальную сферу — 17;
- ведомственные транспортных подстанций — 20;
- водозаборные скважины СМУП «Горводоканал» — 43;
- ведомственные водозаборные скважины — 35;
- водозаборы СМУП «Говодоканал» — 2;
- ведомственные водозаборы — 5;
- шахтные колодцы — 98:

Протяженность сетей:
- сеть МУП «Смоленск теплосеть» — 77,5 км;
- тепловая сеть ведомственных предприятий — 10,7 км;
- ведомственная сеть холодного водоснабжения — 45,6 км;
- ведомственная сеть водоотведения — 6,8 км.

## Памятники
На территории Заднепровского района расположены уникальные памятники истории и культуры.
Частично на территории Смоленского района расположен Гнёздовский археологический комплекс и археологический заповедник, один из опорных памятников (X — начала XI века) для изучения эпохи формирования Древнерусского государства, раннего периода древнерусской культуры в начале распространения христианства в Поднепровье. Детали погребального обряда указывают на этническую (славяне, скандинавы и др.) и социальную (знать, воины, ремесленники и др.) неоднородность населения.

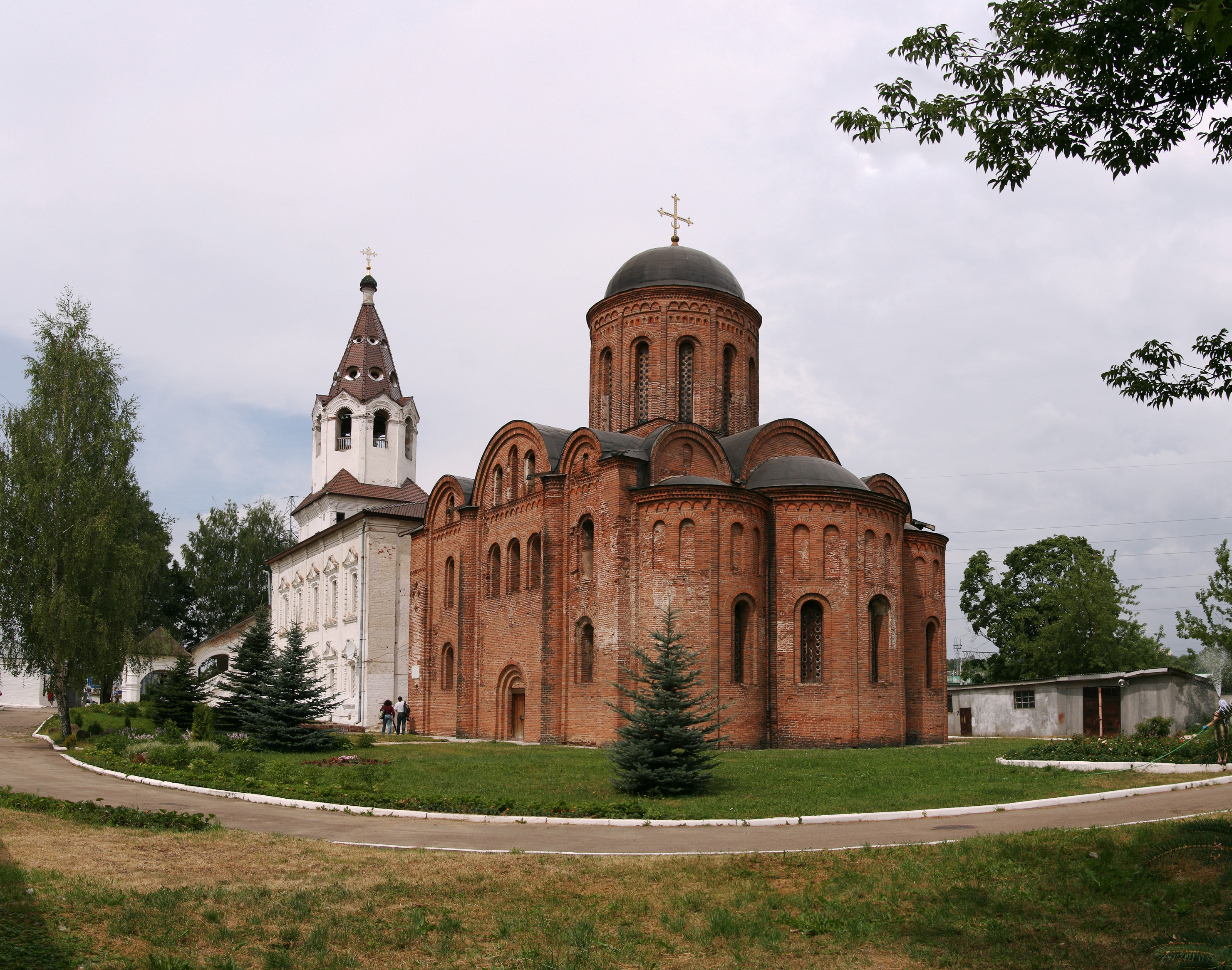
Церковь Петра и Павла

В районе расположены уникальные памятники истории и культуры, такие как церковь Петра и Павла — памятник смоленской архитектуры XII века, церковь святителя Николая Чудотворца (Нижне-Никольская) — 1747 г., церковь Воздвижения Креста (Крестовоздвиженская) — 1766—1767 гг., церковь во имя святого великомученика и Победоносца Георгия (Верхне-Георгиевская) — 1810 г.
Память о событиях минувшей войны увековечены в мемориалах, обелисках, памятных знаках, мемориальных досках.
На территории района находятся 17 захоронений советских воинов и мирных жителей, погибших в годы войны, наиболее крупные из них:
- братское воинское кладбище (ул. Фрунзе), где захоронены 5652 советских воина, погибших боях за Смоленск в 1941 и 1943 годах, в их числе Герой Советского Союза Фабричный В. В. и генерал Власов Т. Л., командующий артиллерией 16-й армии, освобождавшей город Смоленск;
- братская могила 300 советских военнопленных, замученных фашистскими захватчиками в 1941—1943 гг. (Московское шоссе);
- братское кладбище, где похоронены 972 советских солдат и офицеров, погибших при обороне и освобождении города Смоленска от фашистских захватчиков, в их числе Герой Советского Союза Карпов С. А. (ул. Ударников);
- братская могила 3000 советских граждан, расстрелянных фашистами (пос. Вязовенька);
- братская могила 500 военнопленных, замученных в фашистском концлагере (ж/д ст. Колодня);
- братская могила 300 военнопленных, замученных в фашистском концлагере пос. Красный Бор (пос. Серебрянка);
- братская могила 385 военнопленных, павших в боях от фашистских захватчиков (пос. Анастасино).

В память о боевых действиях на территории района установлены обелиск «Штык» соединениям 16-й армии, оборонявшей Заднепровье в 1941 году, памятник «Танк Т-34» соединениям и частям, освободившим город 25 сентября 1943 года, мемориальные доски 129-й (здание железнодорожного вокзала) и 46-й (микрорайон Колодня) стрелковым дивизиям, памятный знак на месте расположения в 1941 году штаба Западного фронта (микрорайон Гнёздово).
В районе установлен бюст дважды Герою Социалистического труда авиаконструктору С. А. Лавочкину, создателю прославившихся в годы войны советских истребителей.
Вблизи посёлка Нижняя Дубровенка расположено немецкое военное кладбище, на котором похоронены немецкие солдаты, погибшие во время Великой Отечественной войны, в период 1941—1943 годов. Торжественное открытие кладбища состоялось 15 июня 2002 года.

## Факты
Заднепровский районный суд, в юрисдикции которого находится район, стал первым судом в России, по чьему решению была произведена массовая блокировка доступа к сообществам трейнсёрферов в социальной сети «ВКонтакте».